# Charles Bernard de Ballainvilliers
Pour les articles homonymes, voir Ballainvilliers (homonymie).
Charles Bernard, baron de Ballainvilliers, est un administrateur et homme politique français, né le 14 avril 1757 à Paris et décédé dans la même ville, dans l'ancien 10e arrondissement, le 24 septembre 1835.

## Biographie
Il est le fils de Simon Charles Sébastien Bernard (1721-Clermont-Ferrand 1767), conseiller au parlement de Paris (1742), maître des requêtes (1749), président au Grand Conseil (1753), intendant de la généralité d'Auvergne 1757-1767, et de Louise Anne de Bernage de Chaumont. 
Il suit une carrière quasi identique à celle de son père. Il commence dans l'administration comme avocat du roi au Châtelet (1775), puis il est conseiller au parlement de Paris (1777), maître des requêtes de l'Hôtel (1779), avant d'être nommé intendant du Languedoc en 1786. 
Il épouse en premières noces Marie Françoise Joussineau de Tourdonnet (1761-1785) ; il se remarie le 1er mai 1786 avec Marie Henriette Armande Blondel d’Aubers, nièce du contrôleur général des Finances Calonne.
Il est chargé par Louis XVI de missions secrètes pendant la Révolution française. En 1790, il refuse la charge de maire de Montpellier.
Il s'exile en Angleterre en 1791. 
Chancelier du conseil de Monsieur à la Restauration, il est nommé prévôt et maître des cérémonies de l'ordre du Saint-Esprit (1826).